# Naicam
Naicam es un pueblo canadiense situado en la provincia de Saskatchewan.

## Superficie
Naicam tiene una superficie de 1,56 km².

## Demografía
En 2021, tenía 651 habitantes, una densidad poblacional de 418,3 hab./km², y 342 viviendas.